# Francesc Pujols
Francesc Pujols i Morgades (Barcelone, 11 août 1882 - Martorell, 13 février 1962), est un écrivain et philosophe catalan.

## Biographie
Francesc Pujols commence à faire des vers pendant ses études secondaires, influencé par l’œuvre de Jacint Verdaguer et de Joan Maragall. Il prend part au concours littéraire des Jeux floraux de Barcelone de  1902, où il gagne la Fleur Naturelle avec le poème “Idil·li”. En 1904 il publie El llibre que conté les poesies de Francesc Pujols, avec un prologue de Joan Maragall, qui voyait en Pujols un représentant de “la parole vivante”.

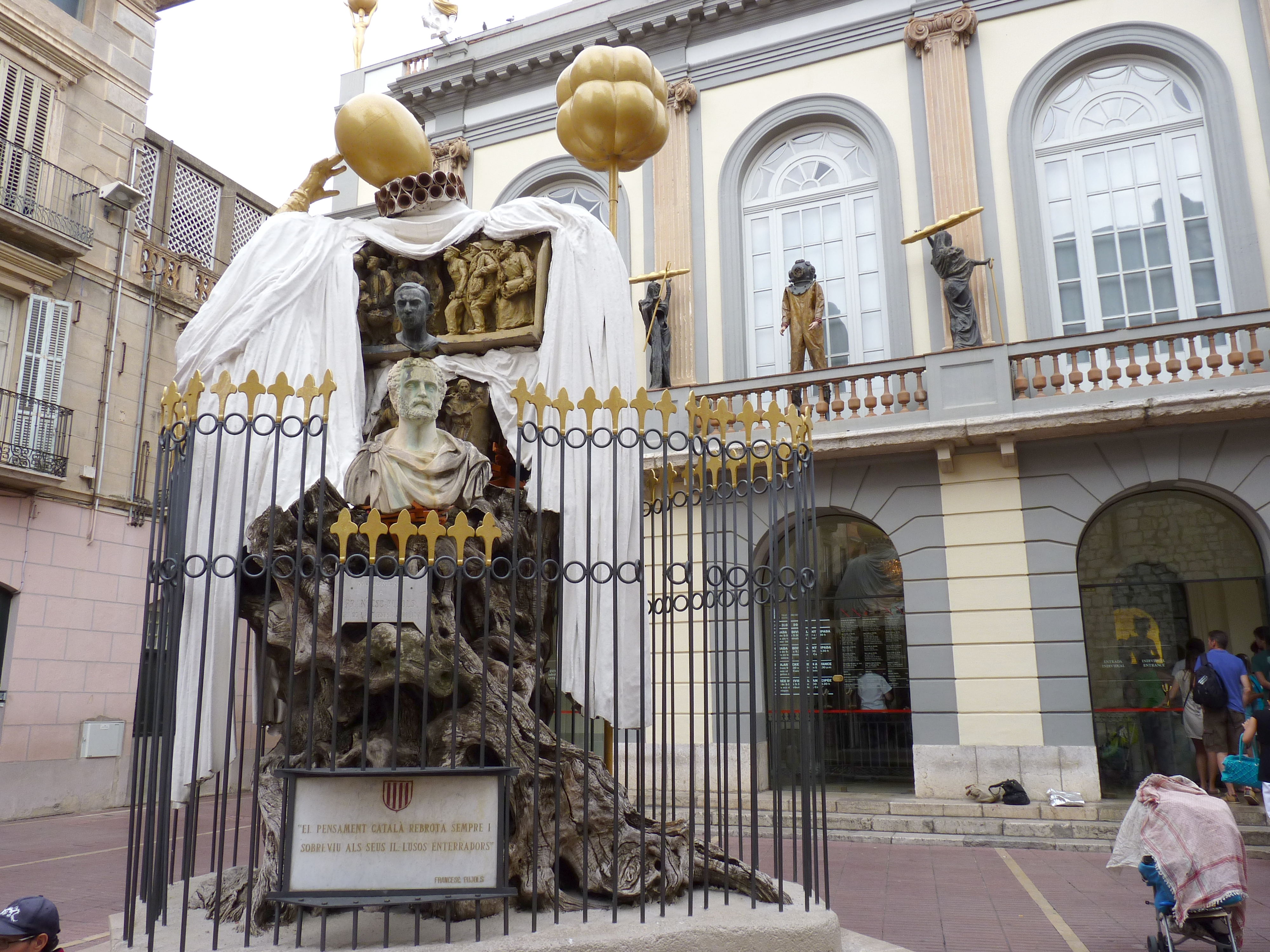
Monument de Salvador Dalí à la mémoire de Francesc Pujols.

Cette même année, il fait sa première conférence à l'Ateneu Barcelonès parlant du peintre Marian Pidelaserra, et entamant ainsi son développement comme critique d’art recueilli plus tard dans le livre Recull de crítica artística (1921). Il se distingue comme l'un des premiers défenseurs de l'architecte Antoni Gaudí, alors controversé, à qui il consacre le livre La visió artística i religiosa d’en Gaudí (1927), traduit au français par le peintre Salvador Dalí et publié à Lausanne en 1970. Dalí a été spécialement captivé par la philosophie de Pujols : en 1960, il peint l'huile Ciel Hyparxiologic, et en 1974 publie le livre Pujols per Dali, et consacre beaucoup de conversations avec le philosophe. Finalement, il érige un monument à Francesc Pujols devant la porte de son théâtre-musée de Figueres, en Catalogne.
L’année 1906, sous le pseudonyme d‘Augusto de Altozanos, il publie son seul roman, El Nuevo Pascual o la Prostitución, œuvre humoristique écrite en un espagnol traduit directement du catalan. Il se déplace à Madrid, où il approfondit dans ses études picturales et philosophiques, et connait l’homme politique Francesc Cambó. En 1908, de retour à Barcelone, il fréquente le Cercle de l’Ateneu Barcelonès, société de laquelle il est devient secrétaire en 1924, quand Pompeu Fabra en était le président. Il prend part dans la fondation du mouvement Les Arts i els Artistes, et de l’hebdomadaire Papitu, qu’il dirigera plus tard. Du côté théâtral, il publie El llibre de Job (1922), écrit en vers pitarresques, et la tragédie Medeia (1923).
L’année 1918, Francesc Pujols publie Concepte General de la Ciència Catalana, où il établit l’existence d’un courant philosophique catalan, entamé par Ramon Llull et continué par Ramon Sibiuda. Cette œuvre contient sa célèbre prophétie selon laquelle les Catalans sont des êtres exceptionnels par le fait d’être fils de la terre de la vérité. Au cours des années suivantes il écrit d’autres travaux philosophiques comme L’evolució i els principis immutables (1921) ou Hiparxiologi o Ritual de la Religió Catalana (1937).
Francesc Pujols bâtit un système philosophique appelé premièrement Sumpèctica ou Science du Concret, puis Hiparxiologia ou Science de l’Existence, et finalement Pantologia ou Science du Tout. L’année 1931, l’écrivain Josep Pla consacre un livre à sa pensée intitulé El sistema de Francesc Pujols. Manual d’Hiparxiologia.
En 1926, il publie en deux volumes Història de l’hegemonia catalana en la política espanyola. Installé à Martorell, il écrit plusieurs œuvres de caractère politique comme La solució Cambó (1931) ou El problema peninsular (1935).
À la fin de la guerre d'Espagne, il s’exile à Prada de Conflent sous l’hospitalité de Pau Casals (1939), et se déplace par la suite à la Résidence des Intellectuels Catalans de Montpellier, où il rencontre l’écrivain et scientifique Alexandre Deulofeu, et où il disserte devant des jeunes intellectuels comme le critique d’art Alexandre Cirici Pellicer et l’homme politique Heribert Barrera.
De retour en Catalogne en 1942, il passe un mois à la prison Model de Barcelone. À partir de 1949, et jusqu'à sa mort, il écrit dans des publications comme Destino.